# Občina Litija
Občina Litija je ena od občin v Republiki Sloveniji s središčem Litiji in z okoli 15.500 prebivalci (2020). 
V kraju Spodnja Slivna na ozemlju litijske občine je natančno geometrično središče Slovenije (GEOSS).
Naselje-mesto Litija, ki je središče občine, je preraslo sosednje, prej veliko pomembnejše naselje, Šmartno pri Litiji, potem, ko je skozi Litijo sredi 19. stoletja stekla Južna železnica.

### Lega
Občina leži v zahodnem delu Posavskega hribovja, na njenem ozemlju, bolj natančno na Vačah, pa se nahaja tudi geometrične središče Slovenije, kar Litijo postavlja v samo središče Slovenije. Litija na zahodu meji na občini Ljubljana in Dol pri Ljubljani, severno meji na občino Moravče, vzhodno na Zagorje ob Savi, Radeče ter Sevnico, na južni strani pa na Trebnje, Šentrupert in Mirno. Poleg teh pa meji še na njen najbližjo, občino Šmartno pri Litiji, ki je do leta 2002 spadala pod litijsko občino. Celotno ozemlje občine zajema približno 227 kvadratnih kilometrov in 107 naselij, skupno prebivalstvo teh pa naj bi štelo okoli 15 000 ljudi.
Litijsko kotlino obkroža Litijsko (Zasavsko) hribovje. Nad Litijo se dviga Sitarjevec, znan po rudniku, ki sodi med največja in zelo bogata rudna nahajališča v Sloveniji. Na zahodnem delu sta Veliki vrh in Širmanski hrib, severno pa Graška Dobrava in Svibno s Straškim vrhom kot najvišjo vzpetino.

## Zgodovina občine
Začetki naselitve litijskega prostora sedajo daleč v preteklost, o čemer pa priča tudi več prazgodovinskih nahajališč. Tu je vsekakor potrebno omeniti Vače, kjer so odkrili znamenito vaško situlo. Ta je bila odkrita leta 1882, datirana pa je v 5. stoletje pred našim štetjem. To torej kaže na to, da je bil kraj poseljen že v prazgodovini. K prazgodovinskim najdbam štejemo tudi ostanke grobišč, ki so bili odkriti v okolici Gabrovke, eni od vasi v občini.
Strokovnjaki torej omenjajo najdbe iz tega obdobja na Vačah, pa tudi na Glinjeku, v Javorju, Vintarjevcu, Gornjem Logu pri Litiji in še drugod. Pomembne izkopanine ilustrirajo življenje takratnih staroselcev ter dokazujejo pomen trgovine med severom in jugom v teh krajih. Prvi naseljenci, so svoja bivališča postavili ob vznožju Sitarjevca, kar jim je omogočalo ohraniti plodno ravnino za poljedelstvo. Na sam razvoj mesta, na stičišču vodnih in kopnih poti, je močno vplivalo brodarstvo na reki Savi. To je bilo močno razvito že v rimskem času, ko je imela Litija na reki tudi svoje pristanišče. Mesto se je sprva začelo razvijati na desnem bregu Save, novejši del na levem bregu, pa se je začel razvijati precej kasneje, v drugi polovici 19. stoletja. Današnje mesto Litija leži ob reki Savi, ki je bila naravna prastara pot, že v bronasti dobi. Tej poti se je od severa pridružila pot, po kateri so od srede prvega tisočletja pred našim štetjem prevažali jantar od Baltiškega morja v Italijo. V teh krajih je šla pot preko Svete Gore na Vače in se je med Gornjim Logom in Kresnicami (torej verjetno v okolici Hotiča) združila s savsko potjo. Takratna Litija je bila majhna vas. Kraj je bil prvič omenjen leta 1145, ko je oglejski patriarh Peregrin podaril svojo kmetijo v Litiji Stiškemu samostanu. Do zdaj znana imena kraja so: villa Litta, Lutija, Lutey, Littai in sedanja Litija. Po Valvasorjevem tolmačenju naj bi ime Litija izhajalo iz latinskega imena litus, kar pomeni obrežje. Kot trg se Litija prvič omenja leta 1386, prvi ohranjeni dokument o trških pravicah pa je šele iz leta 1528. Mestne pravice je dobila leta 1952. Prebivalstvo je živelo predvsem od kmetijstva in obrti vse do izgradnje železnice leta 1849, ko so se odprle možnosti za razvoj industrije v Litiji.

### Razvoj gospodarstva
Pred samim pojavom industrije je tako kot v več drugih slovenskih krajih cvetela obrt. O tem pa še danes pričajo imena ulic v starem mestnem delu – Brodarska, Vrvarska in rudarska ulica. Obrt v Litiji pa se je precej razlikovala od običajnih obrtnih dejavnosti v ostalih mestih. V Litiji je cvetela ladjarska obrt, izdelovali so rečne ladje in čolne, ter močne ladijske vrvi, ki so bile narejene iz laške konoplje.

#### Brodarstvo
Brodarstvo je bilo v Litiji razvito že v rimskih časih. To potrjujejo predvsem votivni kamni, posvečeni bogu Savusu, poleg tega, pa je bilo tudi več cerkva v okolici Save posvečenih sv. Miklavžu, zaščitniku brodarjev, čolnarjev in ribičev. Na zemljevidu iz leta 1400, je Litija že bila prikazana kot trg, imela pa je tudi že cestno povezavo z Ljubljano. Kljub temu, je kraj veliko bolj zaznamoval rečni promet. V Litiji je tako posledično deloval čolnarski urad, mitnica in carinarnica. Za potrebe brodarstva sta bili zgrajeni tudi dve ladjedelnici, okoliški prebivalci pa so se ukvarjali tudi z gojenjem lanu in konoplje. Lan in konoplja sta nato igrala pomembno vlogo v vrvarski obrti, izdelovali pa so predvsem ladijske vrvi. Rečni promet je največji razcvet doživljal od 17. stoletja naprej, ko so savsko strugo regulirali, po njej pa so pričele pluti tudi večje ladje, do 50 metrov. Donosna in dobro razvita brodarska obrt je usahnila leta 1849, z izgradnjo južne železnice.

#### Železnica
Prihod železnice je bil odločilen za nadaljnji razvoj mesta. Litija je pričela zavzemati vodilno gospodarsko vlogo, hkrati pa tudi vlogo upravnega središča, ki je bilo do takrat v sosednjem Šmartnem. Gradnja se je pričela leta 1839 na Dunaju, kot »južna železnica«, glavni namen pa je bil povezati avstrijsko prestolnico Dunaj s Trstom, kar bi posledični pomagalo tudi pri gospodarskem razvoju. Leta 1845 je železnica prvič prišla na današnje ozemlje in sicer prvi vlak je pripeljal v Maribor. Leto kasneje je pripeljal v Celje, pri načrtovanju nadaljnje trase pa so se pojavile tri opcije. Prva naj bi potekala po Savinjski in Tuhinjski dolini v Kamnik in do Ljubljane, druga skozi tunel pod Trojanami, tretja pa ob Savinji do Zidanega Mosta in nato ob Savi mimo Litije v Ljubljano. Ker so bile v tem času odkrite nove zaloge premoga v Zasavju, je logično obveljala zadnja varianta. Prvi vlak je tako v Litijo pripeljal 16. septembra leta 1849. Slavnostna vožnja je bila namenjena prihodu vlaka v Ljubljano, udeležil pa naj bi se jo tudi sam avstrijski cesar Franc Jožef. Zaradi bolezni je se slavnostne otvoritve udeležil nadvojvoda Albrecht, katerega je spremljalo 250 uglednih meščanov z Dunaja in Gradca. Z železnico je prišlo do razmaha industrije, poleg tega pa se je razvila tudi stanovanjska gradnja. Število prebivalcev je začelo naraščati, sam kraj pa je začel dobivati novo podobo. Hkrati z industrijskim razvojem je Litija kmalu postala sedež okrajnega glavarstva, kasneje v Kraljevini Jugoslaviji pa še sedež sreza. Po drugi svetovni vojni pa je bila 1952 Litija razglašena za mesto. Vendar pa je železnica sčasoma začela izgubljati svoj pomen. Enako kot je sama pred več kot 150 leti izpodrinila rečni promet, je cesti promet močno izpodrinil železniškega. Tovorni promet je skoraj popolnoma zamrl, redno pa še vedno vozijo potniški vlaki. Teh se poslužujejo predvsem šolarji in posamezniki, ki se vsakodnevno vozijo na delo oziroma v šolo v Ljubljano, seveda pa tudi v Zagorje in Trbovlje.

#### Rudnik Sitarjevec
Litija spada med eno najstarejših rudarskih mest na Slovenskem, vedenje o izkoriščanju rude na tem prostoru pa sega štiri tisoč let nazaj. Sprva naj bi tu rudarili Rimljanska in Keltska ljudstva, pisni viri pa rudnik Sitarjevec omenjajo v 16. Stoletju. Prvi pisni vir je nagrobni spomenik rudarskemu mojstru Cristofu Bruckherschmidu z letnico 1537, ki je na ogled v cerkvi sv. Martina v Šmartnem. Rudnik sodi med največja in zelo bogata rudna nahajališča v Sloveniji. V njem so kopali predvsem svinčevo in živosrebrno rudo, nekaj pa tudi bakrove, cinkove, železove in baritne rude. Za potrebe taljenja izkopane rude, so proti koncu 19. stoletja na levem bregu Save zgradili topilnico, kjer so topili predvsem živosrebrno ter svinčevo rudo. V topilnico so rudo prevažali preko reke Save s tovorno žičnico in z vozovi preko lesenega mostu. Proizvodnja topilnice se je pričela zaustavljati po letu 1924. Rudnik je deloval do leta 1965, ko so ga zaprli ter zaminirali vhod. V rudnik so ponovno vstopili leta 2002, leta 2017 pa so rudnik odprli tudi za turistične oglede.

#### Predilnica Litija
Predilnica je bila ustanovljena leta 1886, na levem bregu Save, skupaj z že omenjeno topilnico pa sta Litiji dali svojevrsten pečat in pustili dolgotrajne sledi. Komanditna družba, ki je zgradila predilnico v Litiji, je bila ustanovljena z italijanskim, švicarskim, angleškim in nemškim kapitalom. Družabniki so družbeno pogodbo podpisali 19. aprila leta 1886. Naslov komanditne družbe pa se je glasil Baumwollspinnerei und Weberei SCHWARZ, ZUBLIN & Co. Coie, Littai. Nosilca imena družbe sta bila Julius Schwarz, tehnik iz Trsta in Evgen Zublin, trgovec in Manchestra. 24. Aprila leta 1886, je bila družba vpisana v sodni register pri trgovskem registru v Ljubljani. Odločilni razlogi za ustanovitev predilnice v Litiji je bil obstoj najboljših pogojev za proizvodnjo. V Litiji je bilo veliko delavcev, ki so bili pred tem zaposleni v rudnikih svinca. Tik ob poslopju predilnice je tekla železniška proga Trst-Dunaj, ki je imela signifikantni pomen pri ustanavljanju in delovanju. Zelo dobri pa so bili tudi klimatski pogoji. Ti so bili zaradi reke Save, ki se vije mimo nadvse ugodni za predelavo bombaža. Načrt komanditne družbe je bil zgraditi predilnico in tkalnico, vendar pa tkalnica ni bila nikoli postavljena. Pet let po ustanovitvi je bilo v predilnici zaposlenih 145 delavcev, od tega kar 85 žensk. Delavci pa so se soočali s precej težkimi delovnimi razmerami, ki so bile med drugimi tudi vzrok za prvo stavko leta 1905. Leta 1909 je tovarna prešla v last družbe Ritter Rittmayer & Co. S sedežem v Novi Gorici. V začetku 20. Stoletja je prišlo do združevanja kapitala in nastajale so kapitalske povezave – koncerni, holdingi in monopoli. Prišlo je do nastanka tekstilnega koncerna Textilwerke Mautner A. G., ki je imel v lasti tovarne po vsej Avstro-Ogrski in v Nemčiji. Leta 1913 je bila predilnica vključena v firmo Vereinigte osterreichische Tekstilindustri A. G. Wien oz. Združenje avstrijskih tekstilnih podjetij. Leta 1923 so v okviru koncerna obstajala ločena podjetja: Jugoslovanske tekstilne tvornice Mauntner d.d., Avstrijske tekstilne tvornice Mautner d.d., Madžarske tekstilne tvornice Mautner d.d. in Češki Mautner d.d. Družba Jugoslovanske tekstilne tvornice je v dveh tovarnah v Litiji in Preboldu leta 1931 zaposlovala 656 delavcev. Druga svetovna vojna pa je imela na delovanje predilnice precej večji vpliv kot prva. Družba je delovala z imenom Littai Pragwalder Tektilwerke A. G. Zaradi vojnih razmer je predilnica prenehala delovati leta 1944, nato pa je po obnovi po vojni zopet pričela z delom. Litijska predilnica se je kmalu tudi ločila od predilnice v Preboldu, ter 23. Oktobra 1946 postala državno podjetje zveznega značaja s firmo Predilnica Litija v Litiji. Tehnologija se je z leti nenehno izboljševala, proizvodnja pa je rasla. Predilnica je vzdrževala svoj vodilni vpliv v gospodarstvu Litije in posledično tudi na samo okolico in prebivalstvo. Leta 1992 se je predilnica z zakonom o lastninskem preoblikovanju podjetij, preoblikovala v delniško družbo.

## Naselja v občini
Berinjek, Bistrica, Bitiče, Boltija, Borovak pri Polšniku, Breg pri Litiji, Brezje pri Kumpolju, Brezovo, Brglez, Cirkuše, Čateška Gora, Čeplje, Dobje, Dobovica, Dole pri Litiji, Dolgo Brdo, Gabrovka, Gabrska Gora, Gobnik, Golišče, Gorenje Jelenje, Gornje Ravne, Hohovica, Hude Ravne, Javorje pri Gabrovki, Jelenska Reber, Jesenje, Jevnica, Ježevec, Kal pri Dolah, Kamni Vrh, Kandrše, Klanec pri Gabrovki, Klenik, Konj, Konjšica, Kresnice, Kresniške Poljane, Kresniški Vrh, Kržišče pri Čatežu, Kumpolje, Laze pri Gobniku, Laze pri Vačah, Leše, Litija, Ljubež v Lazih, Lukovec, Magolnik, Mala Goba, Mala Sela, Mamolj, Moravče pri Gabrovki, Moravška Gora, Nova Gora, Okrog, Pečice, Podbukovje pri Vačah, Podpeč pod Skalo, Podšentjur, Pogonik, Polšnik, Ponoviče, Potok pri Vačah, Prelesje, Prevale, Preveg, Preženjske Njive, Radgonica, Ravne, Renke, Ribče, Ržišče, Sava, Selce, Slavina, Slivna, Sopota, Spodnje Jelenje, Spodnji Hotič, Spodnji Log, Stranski Vrh, Strmec, Suhadole, Širmanski Hrib, Široka Set, Šumnik, Tenetiše, Tepe, Tihaboj, Tlaka, Tolsti Vrh, Vače, Velika Goba, Velika Preska, Veliki Vrh pri Litiji, Vernek, Vodice pri Gabrovki, Vovše, Zagorica, Zagozd, Zapodje, Zavrh, Zglavnica, Zgornja Jevnica, Zgornji Hotič, Zgornji Log.